# Tonbild

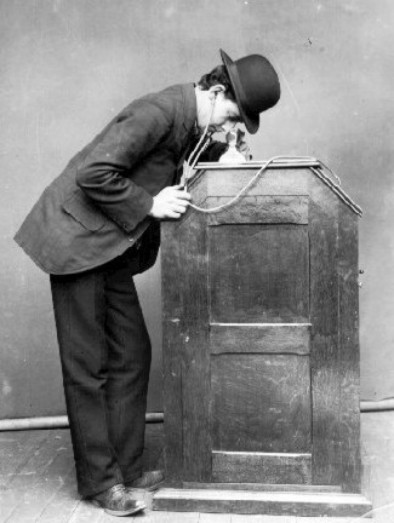
Edisons Kinetophone, ca. 1895

Tonbilder nannte man in der Frühzeit des Kinos kurze, meist drei bis vier Minuten dauernde Filme, die aufgrund parallel abgespielten Tons als Vorformen des Tonfilms gelten können.

## Technische Umsetzung
Das Prinzip der Tonbilder basierte auf dem Prinzip des parallelen Abspielens eines Filmstreifens und einer Schallplatte mit der zugehörigen Tonaufnahme. Auf diese Weise sollte die Illusion „lebender, sprechender und singender Photographien“ erzeugt werden. Projektionsapparat und Grammophon wurden dabei nach verschiedenen elektro-mechanischen Verfahren in annähernder Synchronität gehalten.
Ein Nachteil war, dass man Bild und Ton getrennt aufnehmen und auch wieder auf getrennten Apparaten abspielen musste. Da die damalige Tonaufnahmetechnologie allein auf mechanische Verfahren gestellt war, bei denen der Interpret in einen Aufnahmetrichter singen bzw. sprechen musste statt in ein Mikrophon, und allein die Kraft seiner Stimme ohne die Möglichkeit einer Verstärkung ausreichen musste, um über Membrane und Stichel die Rille ins Aufnahmewachs zu schneiden, schied eine „Originalton“-Aufnahme aus. Es wurde daher zuerst die Platte im Studio besprochen, um nachher bei der Bildaufnahme über ein Grammophon abgespielt zu werden, wozu dann die Schauspieler auf der Szene stumm die Münder mehr oder weniger synchron bewegten.
Das Fassungsvermögen damaliger Grammophonplatten begrenzte zudem die mögliche Filmlänge auf 3 bis 4 Minuten. Das gestattete zwar die Wiedergabe einzelner Lieder, Arien oder Varieténummern, nicht aber längerer Spielhandlungen. Obendrein wurde es bei längerer Vorführdauer entsprechend schwieriger, die Synchronität von Bild und Ton dauerhaft aufrechtzuerhalten.

## Blütezeit und Weiterentwicklung

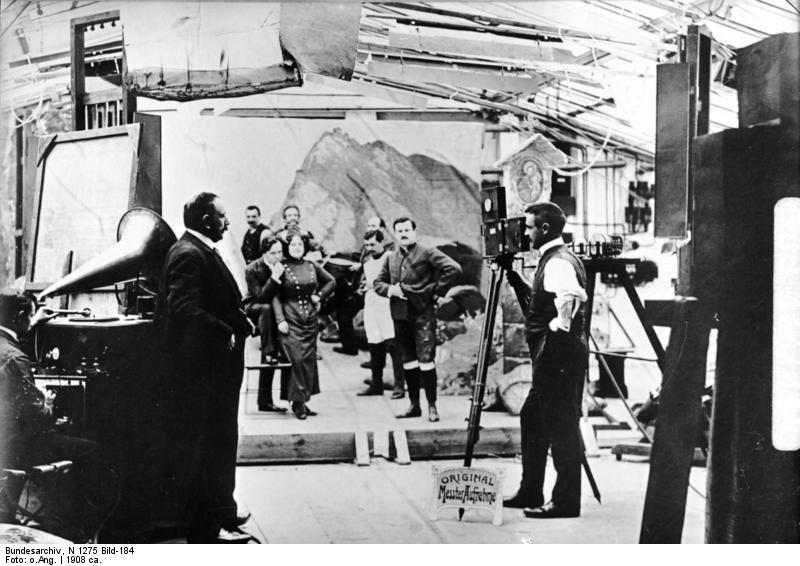
Tonbildaufnahme mit Oskar Messter, ca. 1908. Carl Froelich filmt eine Szene aus Die Regimentstochter, gespielt wird nach einer von Hedwig Francillo-Kaufmann und Albert Kutzner besungenen Grammophonplatte.

Der deutsche Filmpionier Oskar Messter führte erstmals am 29. August 1903 im Berliner Apollo-Theater Tonbilder im Rahmen eines Varietéprogramms vor. Die Plattenaufnahmen zu seinen Filmen ließ er bei der Deutschen Grammophon A.G. herstellen. Messters Tonbilder zeigten Aufnahmen der seinerzeitigen Größen aus Oper, Operette und Kleinkunstszene. Er sicherte sich früh die Mitwirkung bekannter Künstler wie Henry Bender, Alexander Girardi, Otto Reutter, Gustav Schönwald und der Geschwister Rosa und Henny Porten. Der Erfolg war so groß, dass er damit bald auf allen größeren Varietébühnen des In- und Auslandes gastieren konnte. 1904 zeigte Messter seine Apparatur auf der Weltausstellung in St. Louis zum ersten Male öffentlich in Amerika. Er hatte dazu eigens Tonaufnahmen in englischer Sprache anfertigen lassen; darunter war der damalige Music-Hall-Schlager The Whistling Bowery Boy von T. W. Thurban.
Messter hatte weitergehende Überlegungen angestellt, um das Problem der begrenzten Spieldauer der Tonaufnahmen zu beheben. Er konstruierte einen Doppelplattenspieler, bei dem abwechselnd je ein Plattenteller mit Tonarm, Schalldose und Trichter in Tätigkeit gesetzt wurde, sodass sich Folgen von Plattensätzen wiedergeben ließen. So soll der gekürzte zweite Akt aus Johann Strauß Operette Die Fledermaus mit einer Spieldauer von rund 20 Minuten aufgeführt worden sein.
Messter erwog auch ein Trichtersystem, das die Aufzeichnung des Tons während der Bildaufnahme möglich machen sollte. Die Szene sollte zur Kamera hin durch eine Glaswand abgeschlossen sein, welche den Schall der Stimmen in den von oben in diesen Bühnenraum eingeführten Aufnahmetrichter reflektieren sollte. Ob es je zur Ausführung kam, ist nicht belegt, nur durch die Erinnerungen Messters und ein Modell der Anordnung wissen wir davon.
Bis zum Jahr 1913 hatten insgesamt rund 500 Lichtspieltheater Messters Apparatur, das „Biophon“, installiert. Außer Messter warfen bald auch Konkurrenzfirmen wie Buderus, Duskes und die Deutsche Mutoskop und Biograph GmbH. Tonbilder auf den Markt.
In Frankreich wurden Tonbilder von Léon Gaumont produziert, in Amerika von Thomas Alva Edison. Edison hielt am Wachszylinder als Tonträger und an der Tiefenschrift fest, während alle anderen Schallplatten in Seitenschrift benutzten, um den Ton zu speichern.
Um eine Übereinstimmung zwischen Bild und Ton zu erzielen, verwendete Messter elektrische Synchronmotore in Projektor und Grammophon. Die Tonwiedergabe erfolgte allerdings mechanisch mittels Schalldose und Trichter. Das begrenzte den Radius der Vorführungen beträchtlich, denn große Kinosäle konnten damit nicht oder nur unzureichend beschallt werden.
Einen kostspieligen Ausweg bot das mit Pressluft betriebene und zwischen 1906 und 1918 hergestellte „Auxetophon“ der Victor Co., bei dem die Grammophonnadel nicht mehr eine Glimmermembran, sondern ein Kammventil steuerte, welches den Luftstrom aus einem Kompressor modulierte. Damit ließen sich größere Schalldrücke erzeugen, allerdings wurden auch die Nebengeräusche größer. Messter setzte Auxetophone ab etwa 1910 in seinen „Biophon“-Theatern ein.
Die begrenzte Lautstärke des mechanischen Grammophons, das Gleichlaufproblem und womöglich auch der Umstand, dass man inzwischen längere Spielhandlungen mit anspruchsvolleren Inhalten und mehr künstlerischen Mitteln zu filmen begann, führte um die Zeit kurz vor dem Ersten Weltkrieg dazu, dass das Interesse des Publikums nachließ und die Tonbilder allmählich wieder verschwanden. Nach dem Weltkrieg aber machten sich Erfinder in Deutschland, Frankreich und Amerika unabhängig voneinander daran, das Problem mit Licht und Elektrizität anzugehen: am Schluss stand der „photographierte Ton“, der Lichttonfilm, bei dem Bild und Tonaufzeichnung auf einem gemeinsamen Träger gespeichert sind.

## Überlieferungslage
In deutschen Archiven sind nur sehr wenige Tonbilder überliefert. Oskar Messter zufolge wurden in Deutschland ca. 1.500 Tonbilder produziert, von denen heute nur noch wenige Beispiele zur Verfügung stehen. Der Filmhistoriker Martin Loiperdinger geht von einer Verlustrate von 99 Prozent aus. Als Gründe für diesen Verlust wird angeführt, dass die Kombination von Filmrolle und Schallplatte weder in das Sammlungsschema der Film- noch der Schallarchive passte und daher Tonbilder oft fälschlich als nicht archivwürdig angesehen wurden. Auch private Schellacksammler hätten die zu Tonbildern gehörenden Platten oft als zweit- oder drittklassige Aufnahmen verschmäht.
Als erhaltene und restaurierte Beispiele sind etwa die folgenden zu nennen:
- “Dickson Experimental Sound Film” von 1895:[19] The film features William Dickson playing the melody “Song of the Cabin Boy” from the light opera “The Chimes of Normandy”, composed by Robert Planquette in 1877. Restaurierung: Walter Murch, Rick Schmidlin.[20]
- "Schutzmann-Lied" aus der Metropol-Revue "Donnerwetter-Tadellos!" (Musik: Paul Lincke), Darsteller: Henry Bender, "Tonbild" Berlin 1908[21]
- "Rauschlied" aus "Künstlerblut" (Musik: Edmund Eysler), Darsteller: Alexander Girardi, der Komponist dirigiert das Begleitorchester. "Tonbild". Filmaufnahme: Oskar Messter, Berlin, genaues Datum unbekannt, evtl. während Girardis Berliner Gastspiel im Januar 1908. Tonaufnahme: Gramophone Concert Record 3-42691, Matrize 9871 u, aufgen. in Wien, Dezember 1906:[22] Video- und Audiorestaurierung: Christian Zwarg.

2013/14 unternahm das Deutsche Filminstitut ein Projekt zur Digitalisierung von 33 Tonbildern, die aus dem Nachlass des Filmpioniers Ludwig Neumayer in die Sammlung des DIF gelangt waren. Von den Tonbildern wurden 2K-Digitalisierungen und DCPs angefertigt, wobei nicht zu allen Filmmaterialien synchrone Töne vorlagen. Wo dies nicht der Fall war, traten grundsätzliche Restaurierungsschwierigkeiten auf. Bei der 2013 digitalisierten Charge entschied man sich noch dafür, Manipulationen an der Abspielgeschwindigkeit des Filmbildes vorzunehmen, um einen synchronen Ablauf von Bild und Ton zu ermöglichen. 2014 gingen die Restauratoren dazu über, die Synchronität zugunsten der Authentizität zurückzustellen.

## Abbildungen
- Nadeltonanlage System Mendel aus dem Jahr 1909 im Filmmuseum Potsdam. Hersteller war Georges Mendel, Paris (Memento vom 22. Juni 2014 im Internet Archive).
- Das Chronophon von Léon Gaumont.
- DicksonFilm Still Auf dem Standbild aus dem Experimental Sound Film des Edison-Mitarbeiters William K.L.Dickson von 1895 sieht man den Aufnahmetrichter des Phonographen.
- Edisons Tonbild-Apparatur "Kinetophone" von 1913 mit vergrößertem Cylinderphonographen.
- Grammophonplatte, eigens für Messters »Biophon« hergestellt (“Spezial-Aufnahme”)
- Grammophonplatte für Alfred Duskes' “Cinephon”
- Tonbilder von Messter mit dem Couplet-Star Otto Reutter zwischen 1897 und 1910.
- Preisliste für Bioskop-Tonfilms, die meterweise verkauft wurden: “Preis pro Meter M. 0,80 netto!”
- Anzeige des Tonbild-Theaters in den Luitpold-Sälen in Bamberg vom 9. bis 15. Dezember 1909.
- Anzeige des Tonbild-Theaters Schönebeck a.E., Bahnhofstrasse vom 21. Oktober 1911
- Zensurkarte zu dem Kulturfilm der Ufa "Als man anfing zu Filmen" aus dem Jahre 1934, in welchem Oskar Messter über die Anfänge der Kinematographie spricht. Zu sehen sind darin auch Sequenzen aus verschiedenen Tonbildern, wobei die Töne der Schallplatten eigens für diese Produktion auf Lichtton umkopiert worden sind.

## Einzelbelege
1. ↑  James zu Hüningen, Herbert Birett: Tonbild im Lexikon der Filmbegriffe
2. ↑  vgl. Artikel zu Oskar Messter auf der Website Medienwissenschaften der Universität Trier, online auf www.uni-trier.de
3. ↑  vgl. J. P. Müller Nr. 3 Anm. 13, Jossé S. 69; der sächsische Filmpionier Guido Seeber stellte bei seinem 1904 vorgestellten Seeberophon den Gleichlauf durch ein perforiertes Filmband sicher, mit dem er Projektor und Grammophon schlupffrei koppelte, vgl. Seeber S. 42 und Oppelt S. 204 nebst Anm. 97
4. ↑  Beispiele nennen Martin Koerber (Deutsche Kinemathek), Laurent Mannoni (Cinémathèque française) und Manuela Padoan (Gaumon Pathé Archives) auf scribd.com
5. ↑  Wedel S. 25.
6. ↑  die Deutsche Grammophon A.G. arbeitete auch für Léon Gaumont, vgl. Plattenlabel GAUMONT’S PATENT über Zonophone-label geklebt, auf imageshack.us
7. ↑  vgl. Zglinicki S. 281, Hörbeispiel von Bariton Samuel H. Dudley auf Victor 3175 (mx. 713) vom 13. März 1901 auf www.loc.gov
8. ↑  Zglinicki S. 282, Seeber S. 42.
9. ↑  Modell im Besitz der ehem. Sammlung Paul Sauerlaender, jetzt im Deutschen Film-Museum Frankfurt am Main; eine Beschreibung findet sich in dem Artikel in der Filmwelt Nummer 47 – Berlin, vom 22. November 1936.
10. ↑  Die Deutsche Mutoskop & Biograph GmbH. hielt im Jahr 1908 Henry Benders Nummer Schutzmann-Lied aus der Metropol-Revue Donnerwetter-Tadellos! (Premiere September 1908, Musik von Paul Lincke), die sich über die Selbstgefälligkeit und Dummheit der Berliner Polizei lustig macht, in einem etwas über dreiminütigem „Tonbild“ fest
11. ↑  vgl. Zglinicki S. 281.
12. ↑  Damaliger Verkaufspreis war 500 Dollar.
13. ↑  vgl. The Auxetophone & Other Compressed-Air Gramophoneswww.douglas-self.com, The Story of the Victor Auxetophone
14. ↑  vgl. Seeber S. 42, Tondemonstration von Rene Rondeau bei YouTube
15. ↑  vgl. starkton Feb 6, 2009 at 2:25pm
16. ↑  vgl. J.P.Müller Nr. 5 Lichtton: An art of time
17. ↑  Martin Loiperdinger: German Tonbilder of the 1900s. Advanced Technology and National Brand. In: Klaus Kreimeier, Annemone Ligensa (Hrsg.): Film 1900. Technology, Perception, Culture. John Libbey Publishing: New Barnet 2009, S. 187–199, zur Verlustrate siehe S. 193.
18. ↑  vgl. Mebold S. 47-48
19. ↑  belowline: The Dickson Experimental Sound Film auf YouTube, 12. Februar 2008, abgerufen am 25. Februar 2024 (Laufzeit: 2:45 min).
20. ↑  http://www.imdb.com/title/tt0177707/
21. ↑  UkrainianHistVideo: Schutzmann Lied aus "Donnerwetter - Tadellos!" (1908). auf YouTube, 13. Januar 2011, abgerufen am 25. Februar 2024 (Laufzeit: 3:05 min).
22. ↑  chrisz78: Alexander Girardi - Rauschlied aus "Künstlerblut" auf YouTube, 19. November 2011, abgerufen am 25. Februar 2024 (Laufzeit: 3:28 min).
23. ↑  vgl. Mebold S. 57-58
24. ↑  In der Anm. 93 auf S. 203 verwechselt die Verfasserin allerdings Messters normalformatige 25 u. 30 cm Grammophonplatten mit den erst zu hohen Tonfilmzeiten ("Vitaphone") eingeführten amerikanischen 40-cm-Nadeltonfilmplatten mit 33 1⁄3/min und Innenstart. Einen Durchmesser von einem Meter (!) hatten nur die Platten, von denen ein Karl Valentin träumte (im Text "Die Uhr von Loewe": "Eine Schallplatte müßte eigentlich einen Meter Durchmesser haben…!", Homocord-Matrize H 20 977, 1928, anzuhören auf YouTube)